# Cobi Jones
Cobi Jones   (Detroit, 16 de juny de 1970) és un exfutbolista estatunidenc de la dècada de 2000.
Pel que fa a clubs, defensà els colors de Coventry City FC, Vasco da Gama i LA Galaxy.
Fou 164 cops internacional amb els Estats Units, amb el qual participà a quatre Mundials.